# 久伊豆神社 (越谷市砂原)
久伊豆神社（ひさいずじんじゃ）は、埼玉県越谷市の神社。

## 歴史
1573年（天正元年）に創建された。ところが江戸時代後期の地誌『新編武蔵風土記稿』には、当社は載せられておらず、同市小曽川所在の小曽川久伊豆神社が砂原村の鎮守と記載されている。ただ別当寺の「聖動院」は記載されていることから、おそらく風土記稿の編者が書き漏らしたものと推測される。聖動院は不動明王を本尊とする真言宗の寺院であったが、明治初期の神仏分離により、廃寺に追い込まれた。
1913年（大正2年）の神社合祀により、周辺の3社が合祀された。当社はこれまで近代社格制度における「無格社」であったが、1943年（昭和18年）に「村社」に列せられた。

## 交通アクセス
- 路線バス砂原停留所より徒歩4分。